# Armaillé
Armaillé là một xã thuộc tỉnh Maine-et-Loire trong vùng Pays de la Loire tây nước Pháp. Xã này nằm ở khu vực có độ cao trung bình 97 mét trên mực nước biển.
Thị trấn nằm ở hữu ngạn sông Verzée, sông chảy theo hướng đông đông nam qua thị trấn.